# ملاءمة العمر
ملاءمة العمر مصطلح يشير إلى مفهوم تنموي من خلاله يمكن اعتبار بعض الأنشطة والوسائل مناسبة أو غير مناسبة «لمرحلة» أو مستوى نمو الطفل.
ويُنظر إلى نقص الأنشطة والخبرات الملائمة للعمر على أنه يحول بين الطفل وبين اكتساب المهارات اللازمة للمرحلة الحالية ومن ثم التالية في النمو.
على سبيل المثال، يمكن أن نرى ألعاب التصفيق باليد على أنه أمر مناسب للأطفال في عمر 24 شهرًا وأكثر، بسبب ضرورة مهارات الاتصال والتنسيق الحركي. ويتم النظر إلى العض على أنه ملائم للأطفال الذين تبلغ أعمارهم عامين ونصف أو أقل لأنهم يفتقدون إلى المهارات والسيطرة على الذات للتواصل بطريقة أخرى.
وغالبًا ما تشير عمليات تصنيف المحتويات إلى العمر الذي ترى هيئة التصنيف أنه ملائم لهذا المحتوى. على سبيل المثال، في الولايات المتحدة، تشير TV-14 إلى أن البرنامج التلفزيوني ملائم لعمر 14 عامًا وأكثر.